# Nard (Valpovo)
Pour les articles homonymes, voir Nard.
Nard est un village de la municipalité de Valpovo (Comitat d'Osijek-Baranja) en Croatie. Au recensement de 2011, la ville comptait 516 habitants.